# Igreja de Santa Margarida de Carcheto-Brustico

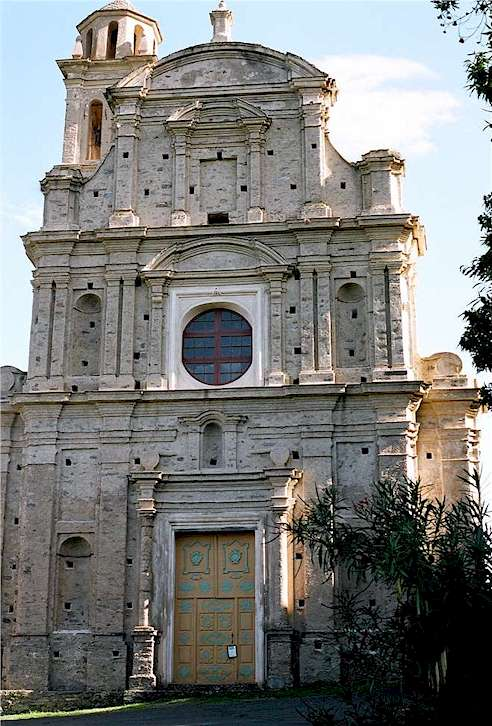
Igreja de Santa Margarida de Carcheto-Brustico

Igreja de Santa Margarida de Carcheto-Brustico é uma igreja católica romana em Carcheto-Brustico, Alta Córsega, Córsega. O edifício dos séculos XVII a XVIII foi classificado como Monumento Histórico em 1976.